# Rusko astronomsko društvo
Rusko astronomsko društvo (rusko Русское астрономическое общество, kratica RAO) je astronomsko društvo, ustanovljeno 20. marca 1891. Fjodor Aleksandrovič Bredihin je bil med njegovimi ustanovitelji in prvi predsednik. Leta 1892 je društvo začelo izdajati Poročila Ruskega astronomskega društva (Известия Русского астрономического общества). Prvi zvezek sta uredila Bredihin in Pomerancev.
Kasneje je izdajalo mesečni reviji Poročila RAO (Известия РАО) in Astronomski letopis (Астрономический ежегодник).
Društvo je leta 1934 postalo del Vsezveznega astronomsko-geodetskega društva (VAGO).